# John Biscoe
John Biscoe (Enfield, 1794 – Oceano Pacifico, 1843) è stato un esploratore inglese.
Biscoe nacque nel Middlesex. Nel 1831, finanziato dall'armatore Charles Enderby, scoprì a sud dell'Africa una terra che ribattezzò Terra di Enderby.
Procedendo a oriente, Biscoe scoprì la terra di Graham e l'Isola Rabot.